# Abdurasul Abudulam
Abdurasul Abudulam (uigurisch ئابدۇراسۇل ئابۇدۇلام, chinesisch 阿卜杜肉苏力·阿不都拉木 Ābodùròusūlì Ābùdūlāmù, * 10. März 2001 in Altay) ist ein chinesischer Fußballspieler uigurischer Abstammung.

## Karriere

### Verein
Bis 2020 spielte Abdurasul für den Jugendverein von Shandong Taishan. Seinen Profivertrag unterschrieb er im selben Jahr bei Shandong Taishan. Sein Debüt gab er am 3. Juli 2022 in einem Ligaspiel gegen Guangzhou City, das mit einem 2:0-Sieg endete. Sein erstes Tor folgte am 26. November 2022 gegen Wuhan Yangtze River bei einem 5:0-Sieg.

### Nationalmannschaft
Abdurasul begann 2019 seine Nationalmannschaftskarriere bei den U17-Junioren der China. Zudem war er Leihspieler bei der chinesische U19-Nationalmannschaft und später bei der chinesische U20-Nationalmannschaft.